# 아일랜드 데이즈
아일랜드 데이즈(Island Days)는 클론(Klon)이 0verflow와 협력하여 닌텐도 3DS용으로 개발한 타워 디펜스 비주얼 노벨 비디오 게임이다. 0verflow의 스쿨데이즈 (비디오 게임)(School Days) 비주얼 노벨 시리즈의 스핀오프 작품으로, 2014년 7월 3일 일본에서 발매됐다. 오프닝 테마는 아이하라 쿄코의 "Paradise(Past Plus Parallel)"이다.

## 구성
이야기는 이토 마코토와 그의 다양한 여성 동료들이 외딴 섬에 좌초된 것을 알게 되는 이야기이다. 구조를 기다리는 동안 마코토 일행은 섬에서 살아남기 위해 최선을 다한다.